# دوئو دینامیکو
دوئو دینامیکو (اسپانیایی: Dúo Dinámico‎) یک گروه موسیقی دونفرهٔ اسپانیایی است که در دههٔ ۶۰ میلادی، شهرت بسیار داشت و همچنان فعال هستند.
این گروه متشکل از «مانوئل د لا کالبا» و «رامون آرکوسا» است که خواننده، ترانه‌سرا، تهیه‌کننده موسیقی و بازیگر بوده و هر دو از پیشگامانِ موسیقی پاپِ اسپانیا محسوب می‌شوند.